# Simon
Simon je moško osebno ime, tudi redkejši priimek.

## Slovenske izpeljanke
- moške različice imena: Simeon, Sima, Sime, Simo, Šime, Šimej, Šimen, Šimun, Šimon, Šimeon
- ženske različice imena: Simeona, Simona

## Tujejezikovne oblike imena
- pri Poljakih: Szymon
- pri Čehih, Slovakih: Šimon
- pri Angležih, Dancih, Nemcih, Švedih: Simon
- pri Italijanih: Simone
- pri Madžarih: Simon (izg. Šimon)
- pri Prekmurcih: Šimon, Šimeon
- pri Rusih: Semjon/Семён
- pri Srbih: Шимон

## Izvor in pomen
Ime Simon oziroma Simeon je svetipisemsko ime in izhaja iz hebrejskega imena Šimon. To ime povezujejo s hebrejsko besedo šama v pomenu »poslušati, uslišati«. Omenja se tudi grška oblika imena Σιμων (Símōn) , ki jo razlagajo iz grške besede  σιμος (simos) v pomenu »toponos«.

## Znani nosilci imena
apostol Simon Peter - apostol Simon Gorečnik - Simon Jenko - Simon Gregorčič - Pierre-Simon Laplace - Simon Newcomb - Simon Bolivar - Georg Simon Ohm - Simon Magus oz. priimka: Apolonija Simon.

## Statistika
| Obdobje rojstva | Število oseb s tem imenom | Delež moških s tem imenom od vseh moških | Razvrstitev po pogostnosti |
| --------------- | ------------------------- | ---------------------------------------- | -------------------------- |
| do 1920         | 11                        | 0,1 %                                    | 83                         |
| 1921-1940       | 105                       | 0,1 %                                    | 119                        |
| 1941-1960       | 237                       | 0,1 %                                    | 141                        |
| 1961-1970       | 718                       | 0,5 %                                    | 47                         |
| 1971-1980       | 2454                      | 1,6 %                                    | 14                         |

vir: Statistični urad Republike Slovenije.

## Pogostost imena
Po podatkih Statističnega urada Republike Slovenije je bilo na dan 31. decembra 2007 v Sloveniji število moških oseb z imenom Simon: 6.694. Med vsemi moškimi imeni pa je ime Simon po pogostosti uporabe uvrščeno na 34. mesto.

## Osebni praznik
V koledarju je ime  Simon zapisano 24. marca (Simon, mučenec, † 24.mar. 1475) in pa 28. oktobra (Simon, apostol).